# Таємний радник
Тає́мний ра́дник — член Таємної ради при правителі держави. Близький дорадник голови держави. Як чиновницька посада існувала у ряді країн: Австрії, Саксонії, Пруссії, Німеччині, Росії, Японії. Досі існує у Великій Британії.

## Британія
- Таємний радник (англ. privy councillor) — член Таємної ради при монархові Великої Британії.

## Німеччина. Австрія
- Таємний радник (нім. Geheimer Rat, Geheimrat) — у німецькомовних країнах член Таємної ради при правителі. Видатними таємними радниками були Гаусс, Гете, Планк, Ерліх, Кляйн.

З розпадом Священно-Римської імперії і піднесенням Конституціоналізму у період після Французької революції посада таємного радника стала почесним титулом, який Німецькі держави надавали вищим державним діячам, у поєднанні зі звертанням «ексцеленціє» (Exzellenz).
Протягом цього періоду з'явилися похідні від титулу, що не мали прямого зв'язку з Таємною радою, такі як таємний торговий радник (нім. Geheimer Kommerzienrat) — за видатні успіхи у комерції або промисловості, або таємний медичний радник (нім. Geheimer Medizinalrat).
Термін також використовувався у поєднанні зі словом Ecke — Geheimratsecken, що у розмовній мові означає специфічну форму чоловічої лисини на «краях» лоба (тобто верхні «краї» обличчя).
У Австрійській Республіці титул таємного радника офіційно скасований 1919 року. У Німеччині титул зник після падіння Німецької імперії 1918 року та утворення з її частин Веймарської республіки. Почесний титул використовувався деякий час лише у Баварії. У Федеральному архіві Німеччини можна знайти згадки титулів Geh. Rat, Geh. Med.-Rat, Geh. Ober-Med.-Rat і навіть Geh. Hofrat приблизно до 1930-х років.

## Росія

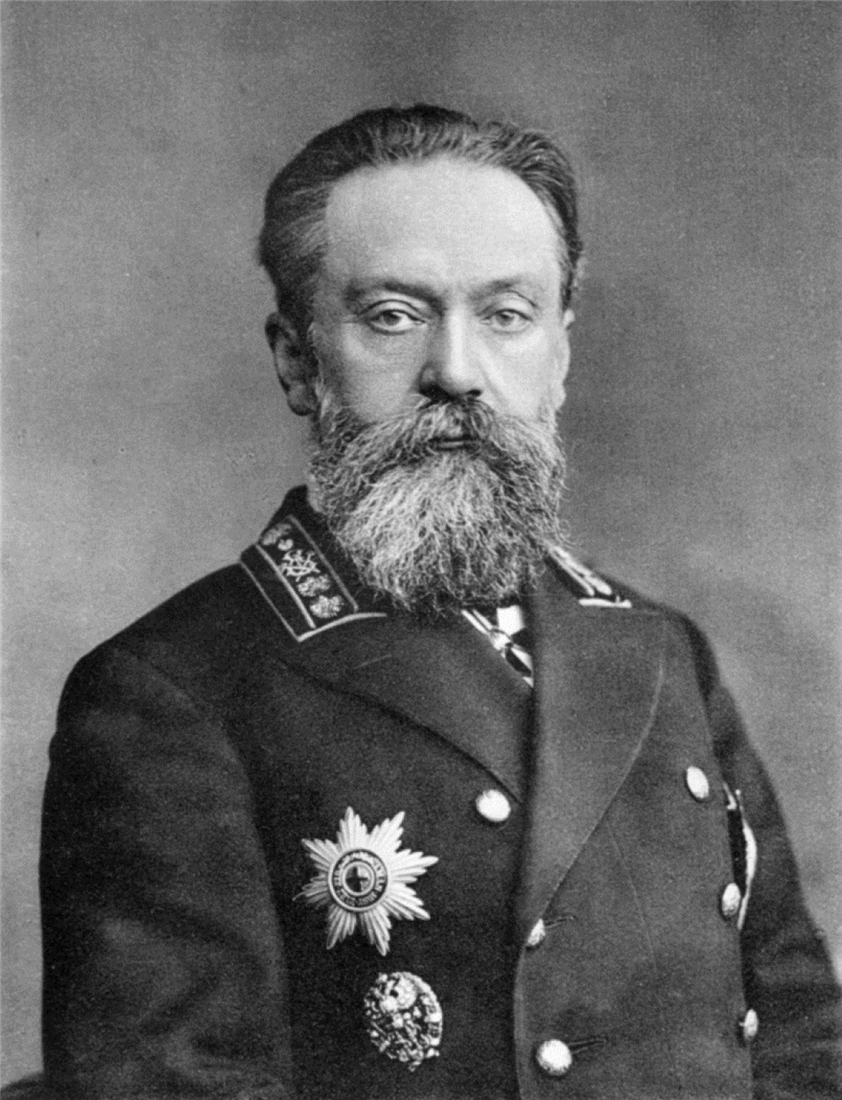
Таємний радник Іосса М. О. Відзнаки таємного радника Гірського департаменту на петлицях

Таємний радник (рос. тайный советник; переклад з нім. Geheimer Rat) — у Російської імперії цивільний чин III класу в Табелі про ранги, відповідав чинам генерал-лейтенанта і віцеадмірала. Особи, що його мали, обіймали вищі державні посади, наприклад, міністр чи його заступник (товариш), керівник департаменту, сенатор, академіки Академії Наук.
Таємний радник був вище за рангом ніж дійсний статський радник, але нижче ніж дійсний таємний радник.
Цей, як й інші чини Російської імперії, припинив існування в 1917 році.
Відзнаки свого чину таємні радники носили на «чистих» (без просвітів) петлицях, де було розміщено по три зірочки. Також на петлицях розміщувалися емблеми відомства до якого відносився чиновник.

## Японія
- Таємна рада (Японія)